# Henriquezia nitida
Henriquezia nitida là một loài thực vật có hoa trong họ Thiến thảo. Loài này được Spruce ex Benth. mô tả khoa học đầu tiên năm 1859.